# NGC 5042
NGC 5042 é uma galáxia espiral barrada (SBc) localizada na direcção da constelação de Hydra. Possui uma declinação de -23° 59' 02" e uma ascensão recta de 13 horas, 15 minutos e 30,8 segundos.
A galáxia NGC 5042 foi descoberta em 25 de Março de 1836 por John Herschel.